# Cocholla
Genre
Cocholla est un genre d'opilions laniatores de la famille des Cosmetidae.

## Distribution
Les espèces de ce genre se rencontrent au Brésil et au Pérou.

## Liste des espèces
Selon World Catalogue of Opiliones (16/07/2021) :
- Cocholla circulata Roewer, 1959
- Cocholla simoni Roewer, 1928

## Publication originale
- Roewer, 1928 : « Weitere Weberknechte II. (2. Ergänzung der Weberknechte der Erde, 1923). » Abhandlungen der Naturwissenschaftlichen Verein zu Bremen, vol. 26, p. 527–632.